# The Midnight Studio
The Midnight Studio (en hangul, 야한 사진관; romanización revisada, Yahan sajin-gwan) es una serie de televisión surcoreana escrita por Kim Yi-rang, dirigida por Song Hyun-wook y protagonizada por Joo Won, Kwon Nara, Yoo In-soo y Eum Moon-suk. Es una producción original de Genie TV, por lo que sus dieciséis episodios se lanzaron progresivamente en esta plataforma desde el 11 de marzo hasta el 6 de mayo de 2024; al mismo tiempo se emitieron por el canal ENA en horario de lunes y martes a las 22:00 (hora local coreana).

## Sinopsis
La serie es un drama de fantasía que cuenta la historia de un fotógrafo en un estudio fotográfico que está obligado por un contrato, vigente desde hace siete generaciones en su familia, a tomar fotografías de los fallecidos para ayudarlos a ascender al cielo, y una abogada que no puede tolerar la injusticia y que lo protege de la muerte.

## Reparto

### Principal
- Joo Won como Seo Ki-joo, fotógrafo y séptimo propietario de un estudio fotográfico.[5][6]
- Kwon Nara como Han Bom, una abogada que conserva el fuerte sentido del deber y la justicia de sus días como fiscal, hasta el punto de que regaña a sus propios clientes; un día termina asociándose por accidente con Ki-joo, que se muda a su casa como un extraño inquilino.[6][7][8]
- Yoo In-soo como el subdirector Go Dae-ri, el director de ventas al cliente del estudio fotográfico. Trabajó tan duramente en vida que murió por agotamiento, pero sigue sin bajar el ritmo en el estudio, donde lleva tres años haciendo de todo.[7][9][10]
- Eum Moon-suk como Baek Nam-gu, un exdetective de homicidios que está a cargo de tareas diversas en el estudio fotográfico, como novato con solo un mes en él. El hecho de que sea mayor de edad que Dae-ri, su sénior, crea algunos problemas.[7][9]

### Secundario
- Lee Bom-so-ri como Kim Ji-won, la mejor amiga de Bom, una mujer de carácter fuerte que superó el cáncer.[11][12]
- Kim Young-ok como So Geum-soon, la abuela de Bom.[11]
- Park Jung-ah como Kang Soo-mi, una abogada de talento, la jefa de Bom: es una persona de buen corazón que siempre discute con ella pero le ofrece ayuda cuando la necesita.[13][14]
- Han Groo como Jin Na-rae, la esposa de Nam-gu.[11][15]
- Ahn Chang-hwan como Lee Seon-ho, un oficial de policía.[11]
- Han Sang-jin como el gerente Kim.[16][17]

### Apariciones especiales
- Seo Woo-jin como Im Yoon-hae/Im Yoon-dal, dos hermanos gemelos.[18]
- Park Doo-sik como Kim Yun-cheol.
- Kim Kwang-kyu como el padre Peter.[19]
- Ryu Seong-hyeon como un fantasma suicida después de un fracaso comercial.[18]
- Seo Ji-hoon como Yoon So-myeong, un repartidor que está a punto de graduarse de la universidad.[20][21]
- Lee Ji-won como Na Hyeon-joo.
- Jo Dong-hyuk, como un mensajero que tiene en sus manos el destino de Seo Ki-joo.[22]
- Choi Tae-joon como Choi Hoon, consejero en un centro de prevención del suicidio.[23][24]
- Lee Joo-yeon como un fantasma virgen.[18][25]
- Go Kyu-pil.[25]
- Seo Young-hee como Jang Bo-ra, una mujer que intentó matar a su marido paralizado.[18]
- Lim Ji-gyu como Park Seong-jun, el marido de Bo-ra.[18]
- Kim Kwang-kyu.[25]
- Seo Ji-hoon.[25]
- Jo Dong-hyuk.[25]
- Park Byung-eun.[25]
- Han Chae-ah.[25]
- Park Ki-woong.[25]

## Producción
The Midnight Studio se basa en la homónima novela de Kim Yi-rang, que es también el guionista. Está dirigida por Song Hyun-wook, director asimismo de numerosas series de éxito, entre las cuales Another Miss Oh (2016), Belleza interior (2018), Undercover y El afecto del rey (2021).
El 8 de febrero de 2024 se lanzó el primer avance de la serie, al tiempo que se confirmaba la fecha del estreno. Cinco días después fue publicado un primer cartel que representa al personaje de Seo Ki-joo (Joo Woo) tras una vieja cámara fotográfica. El día 15 del mismo mes se difundieron imágenes de la lectura del guion, el 20 un segundo tráiler, y el 29 el avance principal.

## Banda sonora original
| Parte | Fecha de publicación | Título | Letra | Música | Artista | Dur. | Ref. |
| ----- | --- | --- | --- | --- | --- | --- | --- |
| 1     | 12 de marzo de 2024 | «Count On Me» | Ogi (Galactika) | Sean Kimm, Taelin, Isaac, Pro, Athena (Galactika), WOOBIN (Galactika)                                                                                | Ningning ( Aespa) | 3:17 | [ 29 ] [ 30 ] |
| 2     | 19 de marzo de 2024 | 그 시절의 너에게 («Para ti en ese momento») | Sean Kimm | B.BTAN, Sean Kimm | Yang Da-il | | [ 31 ] |
| 3     | 26 de marzo de 2024 | «I Wonder Why» | Hollin | Hollin, Kimmuse | Elaine | | [ 32 ] |
| 4     | 2 de abril de 2024 | 너의 흔적 («Rastros de ti») | Han Kyung-soo, Lee Do-hyung | Han Kyung-soo, Lee Do-hyung | Ben | | [ 33 ] [ 34 ] |
| 5     | 9 de abril de 2024 | 우리 만남은 우연이었을까요 («¿Fue nuestro encuentro una coincidencia?»)                                                                              | Dong Woo-seok | Dong Woo-seok, Yoo Jeong-hyeon | Seungmin (Stray Kids) | | [ 35 ] [ 36 ] |
| Notas | Las canciones de la banda sonora tienen una versión instrumental de igual duración. El segundo sencillo se publicó también en una versión en inglés. | Las canciones de la banda sonora tienen una versión instrumental de igual duración. El segundo sencillo se publicó también en una versión en inglés. | Las canciones de la banda sonora tienen una versión instrumental de igual duración. El segundo sencillo se publicó también en una versión en inglés. | Las canciones de la banda sonora tienen una versión instrumental de igual duración. El segundo sencillo se publicó también en una versión en inglés. | Las canciones de la banda sonora tienen una versión instrumental de igual duración. El segundo sencillo se publicó también en una versión en inglés. | Las canciones de la banda sonora tienen una versión instrumental de igual duración. El segundo sencillo se publicó también en una versión en inglés. | Las canciones de la banda sonora tienen una versión instrumental de igual duración. El segundo sencillo se publicó también en una versión en inglés. |

## Audiencia
| Temporada | Temporada | Episodio número | Episodio número | Episodio número | Episodio número | Episodio número | Episodio número | Episodio número | Episodio número | Episodio número | Episodio número | Episodio número | Episodio número | Episodio número | Episodio número | Episodio número | Episodio número | Promedio |
| Temporada | Temporada | 1               | 2               | 3               | 4               | 5               | 6               | 7               | 8               | 9               | 10              | 11              | 12              | 13              | 14              | 15              | 16              | Promedio |
| --------- | --------- | --------------- | --------------- | --------------- | --------------- | --------------- | --------------- | --------------- | --------------- | --------------- | --------------- | --------------- | --------------- | --------------- | --------------- | --------------- | --------------- | -------- |
|           | 1         | 454             | 605             | 555             | 628             | 572             | 506             | 439             | 532             | 508             | 504             | 500             | 337             | 531             | 403             | 393             | 523             | 499      |

| Episodio | Fecha de emisión    | Índices de audiencia (Nielsen Korea) | Índices de audiencia (Nielsen Korea) |
| Episodio | Fecha de emisión    | Nacional                             | Seúl                                 |
| --- | ------------------- | ------------------------------------ | ------------------------------------ |
| 1 | 11 de marzo de 2024 | 2,107 % (4.ª)                        | 2,221 % (4.ª)                        |
| 2 | 12 de marzo de 2024 | 2,508 % (3.ª)                        | 2,443 % (3.ª)                        |
| 3 | 18 de marzo de 2024 | 2,346 % (3.ª)                        | 2,569 % (2.ª)                        |
| 4 | 19 de marzo de 2024 | 2,477 % (3.ª)                        | 2,398 % (3.ª)                        |
| 5 | 25 de marzo de 2024 | 2,293 % (2.ª)                        | 1,988 % (2.ª)                        |
| 6 | 1 de abril de 2024  | 2,233 % (3.ª)                        | 2,261 % (3.ª)                        |
| 7 | 2 de abril de 2024  | 1,765 % (4.ª)                        | 1,760 % (4.ª)                        |
| 8 | 8 de abril de 2024  | 2,176 % (3.ª)                        | 2,447 % (3.ª)                        |
| 9 | 9 de abril de 2024  | 2,068 % (3.ª)                        | 2,213 % (3.ª)                        |
| 10 | 15 de abril de 2024 | 2,149 % (3.ª)                        | 2,232 % (3.ª)                        |
| 11 | 16 de abril de 2024 | 2,085 % (4.ª)                        | 1,865 % (4.ª)                        |
| 12 | 22 de abril de 2024 | 1,398 % (6.ª)                        | 1,428 % (7.ª)                        |
| 13 | 23 de abril de 2024 | 2,282 % (3.ª)                        | 2,439 % (3.ª)                        |
| 14 | 29 de abril de 2024 | 1,608 % (5.ª)                        | 1,369 % (6.ª)                        |
| 15 | 30 de abril de 2024 | 1,974 % (3.ª)                        | 2,072 % (3.ª)                        |
| 16 | 6 de mayo de 2024   | 1,963 % (2.ª)                        | 1,927 % (2.ª)                        |
| Promedio | Promedio            | 2,090 %                              | 2,102 %                              |
| - En la tabla superior, los números azules representan las calificaciones más bajas y los números rojos representan las más altas. - Esta serie se transmite en un canal de cable/televisión de pago, que normalmente tiene una audiencia menor respecto a las emisoras de televisión públicas/gratuitas (KBS, SBS, MBC y EBS). |                     |                                      |                                      |

## Crítica
En su recensión de la serie, Pierce Conran (South China Morning Post) señala que los efectos de fantasmas y demonios dan muestras de ser realizados con bajo presupuesto. Pero añade: «sin embargo, una vez que esas escenas de exposición llenas de efectos desaparecen, lo que queda es el encantador estudio en sí, que emite una atmósfera colorida y acogedora». Concluye que, si bien no hay nada de original en las premisas de la trama, la serie brinda «entretenimiento intermitentemente divertido, dependiendo de qué tan fuerte o débil sea el caso sobrenatural presentado en cada episodio».